# Los Cazaventuras
Los Cazaventuras (estilizado como Los Caz@venturas) es un programa de televisión infantil de Perú, el primero en transmitirse durante la franja infantil "Chicos Ipe" a través de canal IPe. El programa es conducido por diez niños quienes hacen visitas, entrevistas, consultan con sus amigos y se enfrentan a increíbles retos y aventuras.

## Desarrollo
Los Cazaventuras es un programa en el cual un grupo de niños recibe preguntas y va en busca de respuestas. Su curiosidad los lleva a investigar temas como el medio ambiente, la música, los juegos, el internet, los fenómenos paranormales y muchos más. A través de un buzón de mensajes, los niños que siguen el programa pueden enviar sus preguntas, y Los Caz@venturas buscarán la manera más creativa de resolverlas mientras crean un divertido reportaje audiovisual.

## Horarios
El programa se puede ver a través de canal IPe de lunes a viernes a las 8:30 a. m., 12:00 m y 5:00 p. m., además los fines de semana a las 12:00 m en una maratón de episodios.